# Siergiej Paradżanow
Siergiej Iosifowicz Paradżanow, ros. Сергей Иосифович Параджанов, orm. Սարգիս Հովսեպի Պարաջանյան, Sarkis Howsepi Paradżanian (ur. 9 stycznia 1924 w Tyflisie, zm. 21 lipca 1990 w Erywaniu) – radziecki reżyser filmowy pochodzenia ormiańskiego, uznawany za jednego z najwybitniejszych twórców kina w XX wieku. Wszechstronny artysta i dysydent, wiele lat więziony przez władze za głoszone przez siebie poglądy i niezależność artystyczną oraz homoseksualność.

## Młodość i edukacja
Jego ojciec Iosif Sarkisowicz Paradżanow był sprzedawcą antyków, matka Sierafima Dawidowna z domu Bieżanowa również pochodziła z ormiańskiej rodziny kupieckiej. Po przejęciu władzy przez bolszewików ojciec Siergieja był więziony, a rodzinie wiodło się bardzo ciężko. W latach 1932–1942 Siergiej Paradżanow uczęszczał do rosyjskiej szkoły średniej w Tbilisi; od 1941 do 1943 pracował w fabryce. W 1942 roku podjął studia w Instytucie Transportu Kolejowego, a od 1943 do 1945 studiował w tbiliskim konserwatorium grę na skrzypcach i śpiew. Uczył się również tańca w szkole choreograficznej przy Teatrze Opery. Dał w tym czasie z trupą koncertową w szpitalach wojennych i domach dla inwalidów ponad pół tysiąca koncertów.
W 1945 roku Siergiej Paradżanow rozpoczął studia na wydziale reżyserii moskiewskiej WGIK. W 1947 roku pod pretekstem homoseksualizmu i spekulanctwa więziony w Tbilisi, dopiero po siedmiu miesiącach wrócił na uczelnię. Uczył się m.in. u Igora Sawczenki i Ołeksandra Dowżenki. Jako asystent reżysera pracował z Sawczenką przy filmach Trzeci szturm i Taras Szewczenko. Na studiach ożenił się z Tatarką Nijar Sierajewą, zamordowaną z powodu ślubu z niewiernym. Jego drugą żoną była Ukrainka Swietłana Szczerbatiuk. Pracę dyplomową zrealizował w Kijowskiej Wytwórni Filmów Fabularnych w 1952, do której otrzymał nakaz pracy. Była to Mołdawska bajka oparta na kanwie prozy mołdawskiego pisarza Emila Bucova.

## Kariera artystyczna
Za debiut fabularny Siergieja Paradżanowa należy uznać Andrijesz, zrealizowany w 1955 roku wspólnie z Jakowem Bazelianem. Była to baśniowa opowieść oparta na tym samym temacie, co praca dyplomowa reżysera. W 1956 realizuje film fabularny pt. Pierwszy chłopak, zaś w 1957 trzy krótkie metraże: Dumka, Natalia Użwij i Złote ręce. W 1961 powstaje Ukraińska rapsodia opowiadająca historię wiejskiej dziewczyny robiącej karierę śpiewaczki. W 1962 kręci film fabularny pt. Kwiatek na kamieniu opowiadający o komsomolcach. Tym filmem kończy Paradżanow pierwszy etap swej twórczości, jakim było kręcenie filmów socrealistycznych.
Przełomowym filmem okazały się Cienie zapomnianych przodków (Tini zabutych predkiw) z 1964 roku, arcydzieło będące adaptacją opowiadania Mychajła Kociubyńskiego, zrealizowane w setną rocznicę urodzin pisarza, bogato korzystające z huculskich wierzeń i legend. Premiera obrazu miała miejsce 4 września 1965 w Kijowie i pokryła się w czasie z aresztowaniami młodych intelektualistów we Lwowie i Kijowie. Projekcja filmu poprzez wystąpienia m.in. Wiaczesława Czornowiła i Wasyla Stusa zamieniła się w polityczną manifestację. To wydarzenie postawiło Paradżanowa w niekorzystnym świetle wobec władz radzieckich. Film zdobył 28 nagród na międzynarodowych festiwalach filmowych i przysporzył Paradżanowowi światowej sławy, co wzmogło podejrzliwość władz wobec reżysera.
Kolejnym projektem filmowym Paradżanowa były Kijowskie freski, do których rozpoczął zdjęcia, jednak pozwolenie na realizację wstrzymano w 1965 roku. Reżyser został oddelegowany do pracy w Erywaniu, gdzie zrealizował dokument Akop Awnatanian. W 1967 rozpoczął w wytwórni Armenfilm zdjęcia do filmu Sajat Nowa. Obraz opowiadał o losach XVIII-wiecznego poety Harutiuna Sajatiana. Realizacja filmu przypadła na okres przejściowy pomiędzy epokami Chruszczowa i Breżniewa, charakteryzujący się zaostrzeniem cenzury. Obrazowi Paradżanowa zarzucano hieroglificzność oraz szyfrowanie treści. W 1968 zmieniono tytuł z Sajat Nowa na Barwy granatu, zajęto się również zmianą jego treści. Przeróbkami zajął się Siergiej Jutkiewicz, który przemontował film, wyciął kluczowe sceny oraz dodał wiersze poety. Film, mimo zmiany w formie, zachował charakterystyczny dla Paradżanowa styl. Został wprowadzony do dystrybucji jedynie w kilku kinach.
Kolejne scenariusze pisane w latach 60. i na początku 70. nie trafiały do realizacji. Odrzucony w 1969 projekt scenariusza pt. Drzemiący pałac na podstawie Fontann Bachczysaraju Aleksandra Puszkina opowiadał m.in. o historii Tatarów krymskich stanowiących w ZSRR temat tabu. W 1971 Paradżanow przedkłada w wytwórni filmowej w Kijowie projekt scenariusza na podstawie Demona Michaiła Lermontowa. On również zostaje odrzucony, prawdopodobnie tylko ze względu na osobę autora. Również scenariusz oparty na poemacie z 1946 roku ormiańskiego poety Nauri Zarjana pt. Piękny Ara przedłożony w wytwórni Armenfilm nie został zrealizowany. W 1972 roku reżyser podjął realizację filmu według scenariusza Intermezzo, o życiu Mychajło Kociubyńskiego, który pozostał jednak niedokończony po tym jak władze wstrzymały jego produkcję. W 1973 scenariusz napisany wspólnie z Wiktorem Szkłowskim, oparty na kanwie Cudu w Odense Andersena został odrzucony przez wytwórnię w Kijowie.
17 grudnia 1973 roku reżyser został aresztowany pod zarzutem homoseksualizmu i spekulanctwa. Skazano go na 5 lat pozbawienia wolności. Domniemywa się, iż faktycznym powodem uwięzienia był meldunek Jurija Andropowa dotyczący podróży reżysera do Mińska w grudniu 1971, gdzie wygłosił odczyt na pokazie autorskiej wersji Barw granatu. Był więziony w kijowskim Więzieniu Lukjanowskim i w kolonii w Ałczewsku, tworzył tam kolaże. Mimo protestów ze strony radzieckich i zachodnich ludzi kultury – filmowców, pisarzy, studentów, naukowców – organizacji międzynarodowych i opinii publicznej, dopiero po czterech latach odzyskał wolność. Prawdopodobnie stało się to za sprawą interwencji szwagra Lili Brik Louisa Aragona u Leonida Breżniewa.
Mieszkanie Paradżanowa w Kijowie skonfiskowano, reżyser otrzymał też zakaz zamieszkania w Kijowie, Moskwie, Leningradzie i Erywaniu. Powrócił więc do domu rodzinnego w Tbilisi, gdzie pozostawał pod aresztem domowym. Wobec zakazu pracy przy filmie, artystyczne projekty realizował w formie scenariuszy, noweli i setek prac plastycznych, szczególnie kolaży. W 1982 roku po jego wystąpieniu w obronie spektaklu Włodzimierz Wysocki w moskiewskim Teatrze na Tagance ponownie go aresztowano i skazano na dziewięć miesięcy pozbawienia wolności. Został uwolniony dzięki listowi poetki Biełły Achmaduliny skierowanemu do sekretarza KC Komunistycznej Partii Gruzji Eduarda Szewardnadze.
Dopiero w 1984 roku złagodzenie represji władz wobec artysty umożliwiło mu realizację filmu. Legenda o Twierdzy Suramskiej powstała w Gruzja-Film oparta była na tekście XIX-wiecznego gruzińskiego pisarza Daniela Czonkadze. Obraz zyskał międzynarodowe uznanie. Równolegle Paradżanow pisał scenariusze, a w 1985 roku w Tbilisi miała miejsce pierwsza wystawa prac plastycznych artysty. W 1986 roku światło dzienne ujrzał krótkometrażowy dokument Arabeski na temat Pirosmaniego opowiadający o Niko Pirosmanaszwili, gruzińskim malarzu prymitywiście. Zajmuje się również losami innego artysty, Michaiła Wrubla, tworzy projekt filmu o nim, zrealizowany w 1989 przez Leonida Osykę pt. Etiudy na temat Wrubla. Tworzy również scenariusze, m.in. oparty na Słowie o wyprawie Igora przedstawiony wytwórni w Kijowie. Drugi pt. Męczeństwo Szuszanik oparty był na losach męczennicy Szuszanik spisanych przez Jakuba z Curtaweli. Spośród tych projektów realizacji w 1988 doczekał się jedynie oparty na azerbejdżańskich legendach i opowiadaniu Lermontowa Aszik Kerib. Paradżanow zadedykował ten film przyjacielowi, Andriejowi Tarkowskiemu. W czerwcu 1989 roku rozpoczęły się zdjęcia do opus magnum reżysera, przerwane chorobą artysty. Siergiej Paradżanow zmarł w Erywaniu 20 lipca 1990 roku na raka płuc. Film, którego nie zdążył ukończyć, Spowiedź, dokończony został przez przyjaciela reżysera Michaiła Wartanowa w formie dokumentu, Paradżanow: The Last Spring (1992).

## Filmografia

### Jako asystent reżysera
- 1948 Trzeci szturm reż. Igor Sawczenko
- 1951 Taras Szewczenko reż. Igor Sawczenko
- 1952 Maksimka reż. Władimir Braun

### Jako reżyser
- 1952 Mołdawska bajka
- 1955 Andrijesz wspólnie wraz z Jakowem Bazelianem
- 1956 Pierwszy chłopak
- 1957 Dumka
- 1957 Natalia Użwij
- 1957 Złote ręce
- 1961 Ukraińska rapsodia
- 1962 Kwiatek na kamieniu
- 1964 Cienie zapomnianych przodków
- 1965 Kijowskie freski - realizacja projektu przerwana z powodu interwencji władz państwowych; do dziś zachował się wyłącznie oryginalny 15-minutowy fragment filmu, zawierający wszystkie sceny nakręcone przed wydaniem zakazu
- 1967 Akop Awnatanian
- 1968 Dieti Komitasu (Children to Komitas) - film zaginiony
- 1968 Sajat Nowa; Barwy granatu – przemontowana wersja Sergiusza Jutkiewicza
- 1978 Znak wriemieni (The Sign of the Times) w filmie Aszcharums (In My World) Rubena Geworkianca
- 1984 Legenda o Twierdzy Suramskiej formalnie współreż. Dawid Abaszydze
- 1986 Arabeski na temat Pirosmaniego
- 1988 Aszik Kerib formalnie współreż. Dawid Abaszydze
- 1989 Spowiedź (film nieukończony)

### Projekty nieukończone lub wycofane z realizacji
- 1969 Drzemiący pałac - scenariusz odrzucony z powodu poruszania zagadnień uznawanych w ZSRR za temat tabu
- 1972 Intermezzo - scenariusz odrzucony
- 1972 Ikar
- 1972 Złoty brzeg
- 1972 Piękny Ara - film nieukończony z powodu cofnięcia przez władze państwowe pozwolenia na realizację projektu
- 1972 Demon - scenariusz odrzucony przez kierownictwo Wytwórni Filmowej w Kijowie ze względów osobistych
- 1973 Cud w Odense - scenariusz odrzucony
- 1985 Dawid z Sasunu
- 1987 Słowo o wyprawie Igora
- 1987 Męczeństwo Szuszanik - projekt niezrealizowany
- 1988 Skarby góry Ararat

### Jako scenarzysta
- 1975 Jutro reż. Jefim Lewin
- 1989 Etiudy na temat Wrubla. reż. i wspólscen. Leonid Osyka
- 1989 Liebiedine ozjoro. Zona (Swan Lake. The Zone) reż. i współscen. Jurij Iljenko

## Upamiętnienie
W 2024, dla uczczenia 100 rocznicy urodzin Paradżanowa, ukraiński reżyser Taras Tomenko zrealizował film dokumentalny pt. „Sentymentalna podróż na planetę Paradżanow”. W ścieżce dźwiękowej wykorzystano tradycyjną ukraińską pieśń ludową „Werbowaja doszczeczka” (ukr. Вербовая дощечка), którą Paradżanow sam wykonał i uważał za genialną.
Film miał swoją premierę światową na 40. Warszawskim Międzynarodowym Festiwalu Filmowym, na którym 22 października 2024 zajął trzecie miejsce w Plebiscycie Publiczności w kategorii filmów dokumentalnych. 27 października 2024 został wyłoniony jako najlepszy film dokumentalny 9. Festiwalu Filmowego Ukraїna w Warszawie.